# Tătărești, Cahul
Tătărești este un sat în raionul Cahul, Republica Moldova.

## Demografie
Structura etnică a localității conform recensământului populației din 2004:
| Grup etnic                                               | Populație | % Procentaj  |
| -------------------------------------------------------- | --------- | ------------ |
| Băștinași declarați Moldoveni Băștinași declarați Români | 2053 6    | 95,22% 0,28% |
| Bulgari                                                  | 28        | 1,30%        |
| Ruși                                                     | 28        | 1,30%        |
| Ucraineni                                                | 26        | 1,21%        |
| Găgăuzi                                                  | 8         | 0,37%        |
| Țigani                                                   | 5         | 0,23%        |
| Alții                                                    | 2         | 0,09%        |
| Total                                                    | 2156      | 100%         |

## Administrație și politică
Componența Consiliului local Tătărești (11 consilieri), ales la 5 noiembrie 2023, este următoarea:
|  | Partid                               | Consilieri | Componență | Componență | Componență | Componență | Componență | Componență | Componență |
|  | ------------------------------------ | ---------- | ---------- | ---------- | ---------- | ---------- | ---------- | ---------- | ---------- |
|  | Partidul Democrat Modern din Moldova | 7          |            |            |            |            |            |            |            |
|  | Partidul Acțiune și Solidaritate     | 3          |            |            |            |            |            |            |            |
|  | Partidul Democrația Acasă            | 1          |            |            |            |            |            |            |            |

## Personalități
- Leonid Șeptițchi - poet și romancier sovietic moldovean